# 701 Oriola

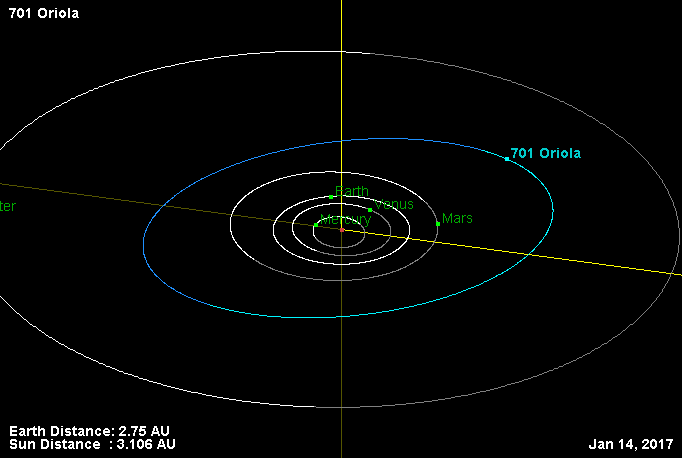

701 Oriola' è un asteroide della fascia principale del diametro medio di circa 40,18 km. Scoperto nel 1910, presenta un'orbita caratterizzata da un semiasse maggiore pari a 3,0154871 UA e da un'eccentricità di 0,0315150, inclinata di 7,11366° rispetto all'eclittica.
Il nome fa riferimento agli oriolidae, una famiglia di uccelli variopinti.